# 闞伯周
闞 伯周（かん はくしゅう、生没年不詳、在位460年 - 477年ごろ）は、高昌国の王。
460年、柔然が河西王沮渠安周を滅ぼすと、闞伯周は柔然により高昌王に立てられた。